# Luka Šamanić
Luka Šamanić (9. siječnja 2000.) hrvatski je profesionalni košarkaš Boston Celticsa za koje je ugovor potpisao 22. rujna 2022. Prije potpisivanja nastupao je za Westchester Knicks, razvojnu momčad New York Knicksa gdje je početkom sezone 2021. prešao iz San Antonio Spursa.. Iako je u Westchester Knicksima igrao jako dobro (u osam utakmica imao je prosjeke od 27.9 poena, 10.4 skoka i 3.2 asistencije po utakmici), početkom godine ozlijedio je petu pa nije mogao nastupati do kraja sezone, Knicksi su odlučili da im je on višak te ga otpustili kako bi napravili mjesta za drugog igrača. 
Sin je košarkaša Marka Šamanića. 
Na europskom prvenstvo košarkaša divizije B u estonskom Talinnu 2017. Hrvatska je osvojila zlato. Šamanić je proglašen za najkorisnijeg igrača. Prosječno je zabijao 13,3 poena i 7,3 skokova, uz 1,8 ukradenih lopta te 1,6 blokada. Odrastao je u KK Zagreb, a 2016. prešao je u redove katalonske Barcelone. Na istom EP-u našao se u najboljoj petorici. S njim su još bili Ivan Alipiev (Bugarska), Jaydon Kayne Henry McCalla (Velika Britanija), Amit Ebo (Izrael) i Matthias Tass (Estonija). Na NBA Draftu 2019. godine San Antonio Spursi su ga odabrali kao 19. pick. U Spursima, Luka je odigrao 36 utakmice te startao u njih 5. Prosjek mu je bio 3,8 poena uz 2,2 skoka za 9,9 minuta provedenih u igri.